# Laag eiland
Met een laag eiland wordt binnen de geologie (en soms binnen de archeologie) een eiland aangeduid dat haar oorsprong in het koraal heeft. De term is van toepassing op eilanden die zijn ontstaan als gevolg van sedimentatie op een koraalrif of door opheffing. De term wordt gebruikt om deze eilanden te onderscheiden van "hoge eilanden", die zijn ontstaan door vulkanische activiteit.
Dit onderscheid is van belang vanwege het feit dat er "lage eilanden" zijn, zoals Makatea, Nauru, Niue en Banaba, die tot enkele tientallen meters uitstijgen boven het zeeniveau, terwijl een aantal "hoge eilanden" niet meer dan een aantal voet uitsteken boven het zeeniveau en vaak worden geclassificeerd als "rotsen".
Lage eilanden liggen in een ring rondom de lagunes van atollen.
De beide eilandsoorten worden vaak in de nabijheid van elkaar gevonden, vooral bij de eilanden in de zuidelijke Grote Oceaan, waar de lage eilanden op de koraalriffen liggen die om de meeste hoge eilanden heen liggen.